# ZB vz. 52
ZB vz. 52 hay Vz. 52 (tiếng Séc: Lehky Kulomet ZB vzor 52) là loại súng máy hạng trung được phát triển tại Tiệp Khắc dựa trên khẩu ZB-26 nổi tiếng của mình trước đó. Nó có chân chống chữ V và sử dụng hộp đạn giống với LMG nhưng mặc khác nó cũng có thể thay nòng nhanh chóng và dùng dây đạn giống như súng súng máy đa chức năng. Do các tính chất đó súng có xếp làm LMG hay súng máy đa chức năng đều được. Súng được đưa vào sử dụng trong lực lượng quân đội Tiệp Khắc cho đến khi được thay thế hoàn toàn bởi các khẩu Uk vz. 59 trong cuối những năm 1960.

## Thiết kế
Vz. 52 sử dụng cơ chế nạp đạn bằng khí nén với bolt chèn nghiên, ống trích khí nằm phía dưới nòng súng. Nòng súng có thể thay đổi nhanh chóng để tránh bị quá tải nhiệt cho việc duy trì bắn lâu hơn. Súng có hai cò một phía trên và một phía dưới, hai cò này là nút chọn chế độ bắn của súng. Cò phía dưới dùng để bắn phát một còn cò phía trên dùng để bắn tự động. Súng có thể dùng cả hộp đạn rời hoặc dây đạn để nạp đạn mà không cần thay đổi gì, nếu sử dụng dây đạn thì nó có một miếng che chống bụi nằm ngay tại khe gắn hộp đạn vào để ngăn hầu những thứ không phải dây đạn có thể rơi vào trong súng khi hoạt động. Nhưng khi sử dụng dây đạn thì tốc độ bắn của súng chậm hơn so với sử dụng hộp đạn.
Hệ thống nhắm cơ bản của súng là điểm ruồi nhưng do hộp đạn gắn phía trên thân súng nên điểm ruồi và thước ngắm được gắn nghiêng sang bên trái. Loại đạn 7,62×45mm của Tiệp Khắc được xem là có quỹ đạo đường đạn tốt hơn loại đạn 7,62×39mm của Liên Xô một tý nhưng do Tiệp Khắc gia nhập khối Warszawa nên đã từ bỏ loại đạn này để thống nhất đạn dược chung của khối (giống như các loại đạn tốt như.280 FN bị bỏ rơi để thống nhất loại đạn 7,62×51mm trong khối NATO).